# Galeana, Chihuahua
Galeana là một đô thị thuộc bang Chihuahua, México. Năm 2005, dân số của đô thị này là 3774 người.